# 멜드 (소프트웨어)
멜드(Meld)는 개발자들을 대상으로 제공되는 그놈의 시각 차이 및 병합 도구이다. 사용자는 2~3개 파일이나 디렉터리를 시각적으로 비교할 수 있으며 각기 다른 줄은 색 부호를 갖게 된다.
멜드는 파일, 디렉터리, 버전 관리된 저장소를 비교하기 위해 사용할 수 있다. 파일과 디렉터리의 2~3방향 비교를 제공하며 깃, 머큐리얼, Bazaar, CVS, 서브버전(SVN)을 포함한 수많은 버전 관리 시스템들을 지원한다.

## 요구사항
멜드 3.18.0의 요구사항은 다음과 같다:
- Python 3.3
- GTK+ 3.14
- GLib 2.36
- PyGObject 3.14
- GtkSourceView 3.14
- pycairo